# Ernst Emil Hoffmann

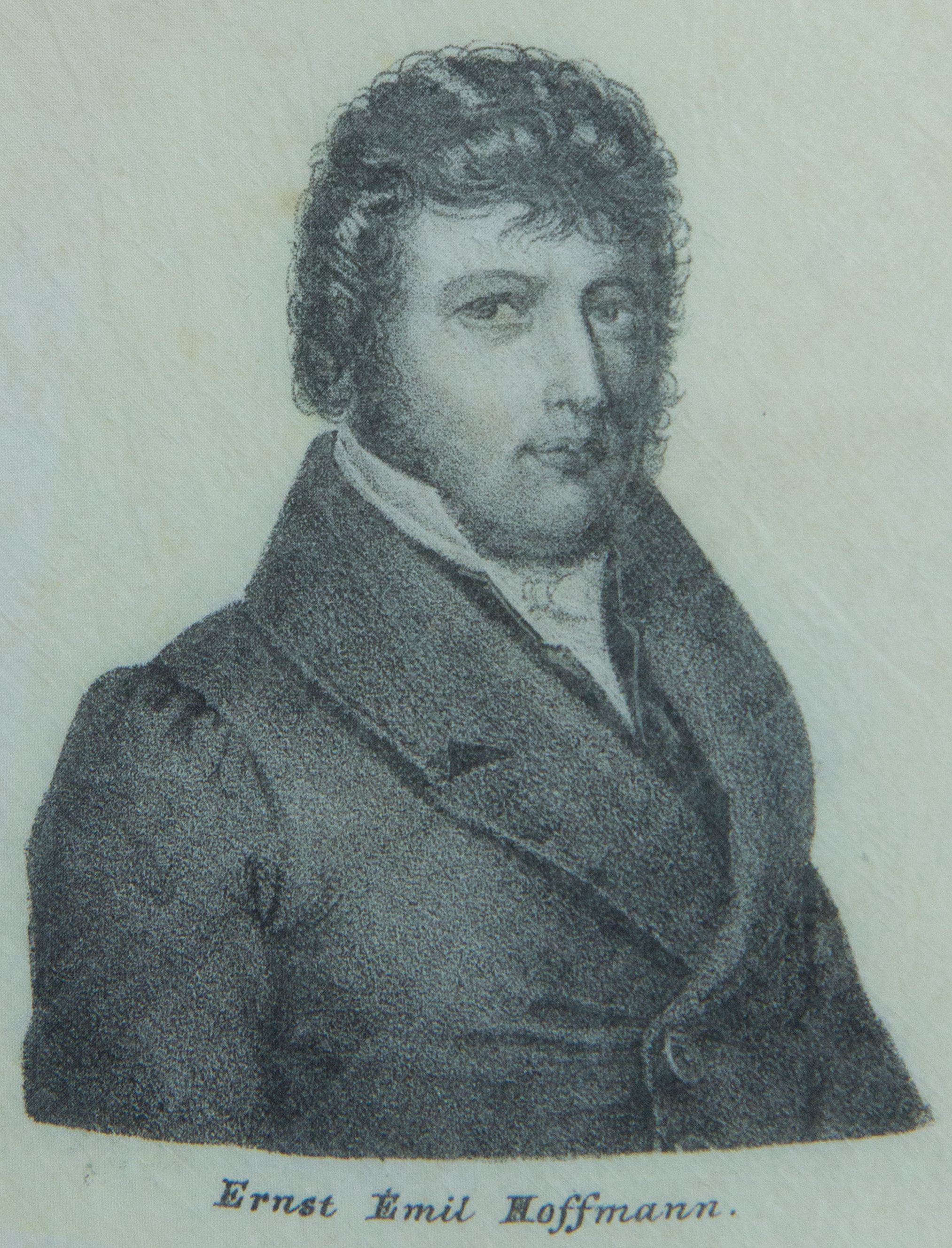
Ernst Emil Hoffmann. Abbildung auf dem Hambacher Tuch

Ernst Emil Hoffmann (* 17. Januar 1785 in Darmstadt; † 22. Mai 1847 ebenda) war ein deutscher Unternehmer und Politiker.

## Leben
Ernst Emil Hoffmann, Sohn des Darmstädter Oberkriegsrats Hans Wilhelm Hoffmann (1754–1813) und der Elisabeth Friederike Dorothea, geb. Stürtz (1753–1805), absolvierte von 1795 bis 1800 das Gymnasium seiner Heimatstadt, erlernte anschließend das Kaufmannshandwerk und errichtete 1806 in Darmstadt ein Spezereigeschäft, das er aber bald wieder aufgab. Er trieb nun ausgedehnten Handel mit den verschiedenartigsten Waren, lieferte Gewehre für das Militär und spekulierte glücklich mit Staatspapieren. So kam er rasch zu einem großen Vermögen, das ihm das Betreten der politischen Laufbahn ermöglichte, während derer er sich durch seinen Einsatz für Volksfreiheit und die Förderung der öffentlichen Wohlfahrt auszeichnete. 1809 verheiratete er sich mit der acht Jahre jüngeren Karoline, geb. Leusler. Das Ehepaar hatte zwölf Kinder. Die Tochter Emma Johanette heiratete den Lehrer und Landtagsabgeordneten Gottlieb Wilhelm Soldan.
Im Verlaufe des deutschen Freiheitskampfes gegen Napoleon beteiligte sich Hoffmann 1813 an der allgemeinen Landesbewaffnung Hessens sowie der Errichtung eines freiwilligen Jägerkorps, von dessen Mitgliedern er sechs Mann auf eigene Kosten ausrüstete und ihnen für Unglücksfälle lebenslange Pensionen zusicherte. Ferner wurde er Befehlshaber des ersten darmstädtischen Landwehrbataillons. 1817 trug er viel zur Milderung der Hungersnot in Hessen bei, indem er bedeutende bare Kapitalien verschenkte, Kollekten veranstaltete und Lebensmittel unentgeltlich oder zu ermäßigten Preisen an Notleidende vergab.
Politisch freiheitlich gesinnt, unterstützte Hoffmann 1820 die Verabschiedung einer hessischen Verfassung. Beim Ausbruch des griechischen Unabhängigkeitskrieges gegen die osmanische Herrschaft war er sehr zugunsten der Griechen tätig. So begab er sich 1822 als Bevollmächtigter sämtlicher deutscher Philhellenen-Vereine nach Marseille, um dort die Einschiffung der nach Griechenland reisenden Freiwilligen in die Wege zu leiten Für seinen Einsatz erhielt er das erbliche griechische Ehrenbürgerrecht. 1823 gründete er eine Militärvertretungsgesellschaft für das Großherzogtum Hessen, die bis 1835 bestand.
1826 wurde Hoffmann auf dem hessen-darmstädtischen Landtag zum Abgeordneten der zweiten Kammer der Landstände des Großherzogtums Hessen gewählt. Weil er aber in großer Zahl lithographierte Schreiben herausgab, in denen er den Wählern riet, nur unabhängige und liberal gesinnte Männer zu Deputierten zu wählen, wurde er auf Betreiben von Minister Grolmann wegen Einmischung in die Wahlen und Majestätsbeleidigung gerichtlich belangt und so  daran gehindert, in die Kammer einzutreten. Erst nach drei Jahren wurde er am 29. August 1829 völlig freigesprochen und konnte nun Mitglied der Ständeversammlung werden. Dort war er äußerst aktiv und stellte u. a. mehrere liberale Anträge, etwa die Pressefreiheit in inländischen Angelegenheiten und die Aufhebung des Zölibats für katholische Geistliche. Bald erwarb er sich die nötigen Kenntnisse in der Administration und im Gesetzwesen, wusste auch bei seinen Reden die Zuhörer zu fesseln.
In den Landtag von 1832 wurde Hoffmann abermals, und zwar nach und nach von sechs Bezirken, gewählt, obgleich er mit der exaltierten liberalen Partei zerstritten war. Kurz nach dessen Eröffnung brachte er einen Antrag wegen der Bundesbeschlüsse vom 28. Juni 1832 ein, stellte wiederholte Anträge für Pressefreiheit und wegen Abänderung mehrerer unzweckmäßiger Verfassungsparagraphen und sprach sich gegen den Schlossbau aus. Als Helfer der Armen und Bedrängten war er bei den Darmstädtern sehr beliebt, den Regierungsverantwortlichen jedoch aufgrund seiner liberalen Gesinnung und rastlosen Tätigkeit zunehmend unangenehm.
1834 wurde Hoffmann erneut in die Kammer gewählt, aber der Wahlbestechung angeklagt; allerdings erklärte ihn die Kammer mit 35 gegen zwei Stimmen für definitiv zulässig. Auch diesmal entwickelte er eine große Aktivität, trat in Finanzfragen mehrmals den Interessen des Hofes entschieden entgegen, bekämpfte besonders die Theorien des Regierungskommissars August Konrad Freiherrn von Hofmann wegen des Steuerbewilligungsrechts der Stände und drang darauf, das Ausgabebudget deutlich zu kürzen. Zum folgenden Landtag wurde er nicht wieder gewählt. In der gegen ihn geführten Untersuchung wurde er beschuldigt, dass er einem Diener namens Wesp eine Anzahl ausgefüllter Stimmzettel zur Bevollmächtigtenwahl zur Verteilung gegeben habe, dass Wesp vier Wählern aus seinem Bekanntenkreis 17 Kreuzer bezahlt habe, um diese zur Annahme solcher Stimmzettel zu bewegen, und dass Wesp dafür von Hoffmann zwei Taler erhalten habe. Nach eineinhalbjähriger Untersuchung dieser unbewiesenen Bestechungsaffäre wurde Hoffmann 1836 nur ab instantia entbunden. Trotz der Bemühungen seines Anwalts, einen definitiven Freispruch zu erwirken, sah das Darmstadter Hofgericht den Prozess endgültig für erledigt an, so dass Hoffmann nicht mehr Abgeordneter werden konnte. Die Regierung hatte so mit Hilfe der Justiz die Beendigung seiner parlamentarischen Laufbahn erreicht.
Durch das auf dem Landtag von 1835 zustande gekommene Gesetz, das allein dem Staat das Geschäft der Militärvertretung zueignete, erlitt Hoffmann einen großen materiellen Schaden, weshalb er sich im November 1838 an die Zweite Kammer wendete und daraufhin zumindest teilweise entschädigt wurde. 1836 gab er die erste Anregung zum einige Jahre später auf Staatskosten erfolgten Bau der Bahnstrecke Frankfurt am Main–Heidelberg. Für seine Vaterstadt zeigte er sich als langjähriges Mitglied des Gemeinderats (1828–42) sehr tätig. In der Sache der Göttinger Sieben war er ebenfalls aktiv. Für die Betroffenen des schweren Brandes in Hamburg 1842 trieb er durch Sammelaktionen finanzielle Mittel auf.
Ernst Emil Hoffmann starb am 22. Mai 1847 im Alter von 62 Jahren in Darmstadt. 1852 wurde auf dem Friedhof in Darmstadt seine Marmorbüste aufgestellt.